# سيريل ريتشاردسون
سيريل ريتشاردسون (بالإنجليزية: Cyril Richardson)‏ (و. 1990  م) هو لاعب كرة قدم أمريكية، من الولايات المتحدة، وُلد في نيو أورلينز، يلعب كحارس ‏.

## التعليم
تعلم في North Crowley High School ‏.

## روابط خارجية
- سيريل ريتشاردسون على موقع مرجع كرة القدم المحترفة.كوم (الإنجليزية)